# Gunung Pucuk Alue Bade
Gunung Pucuk Alue Bade är ett berg i Indonesien.   Det ligger i provinsen Aceh, i den västra delen av landet, 1 600 km nordväst om huvudstaden Jakarta. Toppen på Gunung Pucuk Alue Bade är 1 880 meter över havet, eller 85 meter över den omgivande terrängen. Bredden vid basen är 1,1 km.
Terrängen runt Gunung Pucuk Alue Bade är bergig åt sydväst, men åt nordost är den kuperad. Runt Gunung Pucuk Alue Bade är det ganska glesbefolkat, med 39 invånare per kvadratkilometer. I omgivningarna runt Gunung Pucuk Alue Bade växer i huvudsak städsegrön lövskog.